# Myrthenblüten
Myrthenblüten (Fiori di mirto) op. 395, è un valzer di Johann Strauss (figlio).

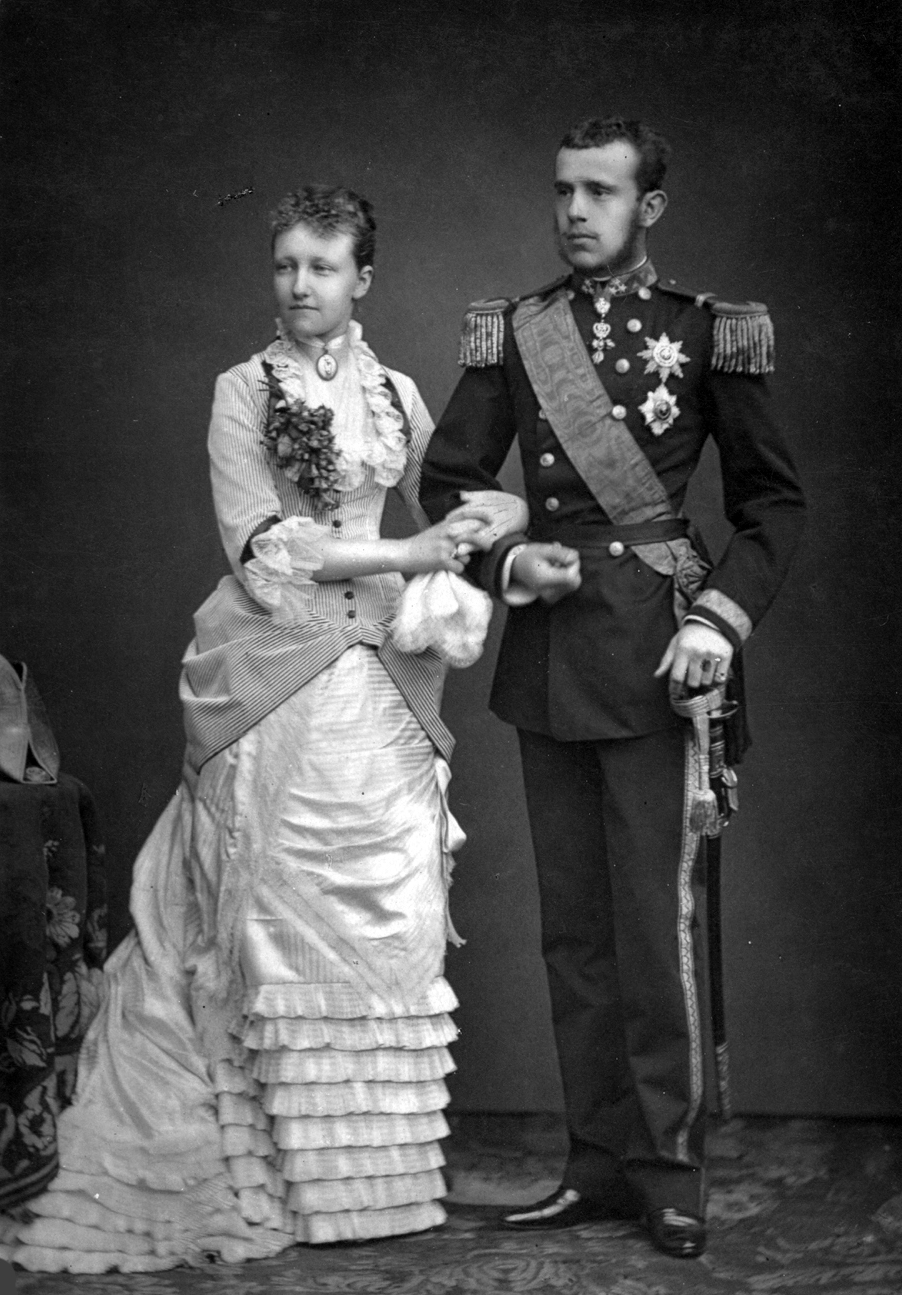
Stefania del Belgio e Rodolfo.

Il valzer Myrthenblüten venne scritto da Johann Strauss per le celebrazioni di matrimonio fra la principessa Stefania del Belgio e l'erede al trono austriaco Rodolfo d'Asburgo-Lorena, il 10 maggio 1881.
Il lavoro, dedicato alla coppia reale, fu inizialmente concepito come un valzer corale e venne eseguito per la prima volta con il titolo di Myrthensträusse ad una festa al Prater di Vienna l'8 maggio 1881, sotto la direzione di Johann Strauss in persona, che diresse l'orchestra di Luigi IV, granduca d'Assia.
Il valzer fu accolto con esultanza dalla folla di 20.000 persone che quel giorno furono presenti al Prater.
Per ironia della sorte, la coppia di sposi, insieme all'imperatore Francesco Giuseppe, non poté raggiungere il luogo della manifestazione a causa dell'enorme folla di persone che bloccava le vie principali del Parco.

valzer 1